# Cominium
Cominium (llatí: Cominium grec antic: Κομίνιον) va ser una ciutat del Samni de situació dubtosa.
En parla Titus Livi durant la campanya dels cònsols romans Espuri Carvili Màxim i Luci Papiri Cursor al Samni l'any 293 aC, quan Carvili la va assetjar mentre Papiri assetjava Aquilonia. Del relat de Livi es dedueix que les dues ciutats eren properes entre si i no gaire llunyanes de Boviànum, on els fugitius samnites es van refugiar. Espuri Carvili va ocupar la ciutat i la va destruir, però al cap de dos anys ja tornava a estar en mans dels samnites, segons Dionís d'Halicarnàs. La va tornar a conquerir el cònsol Luci Postumi Megel l'any 291 aC.
Durant la Segona Guerra Púnica s'esmenta la ciutat de Cominium Ceritum on el general cartaginès Hannó va rebre la notícia de la derrota del seu exèrcit i la captura del seu campament a Benevent l'any 212 aC i com que cal pensar que no devia ser gaire lluny d'aquesta ciutat, es pensa que Cominium no era la mateixa ciutat que Cominium Ceritum que probablement era la moderna Cerreto, a uns 25 km al nord-oest de Benevent, mentre la primera podria ser a la comarca d'Alvito al lloc de Santa Maria del Campo, on encara hi ha unes ruïnes a la carretera entre Alvito i San Donato, i a uns 8 km al nord-oest d'Atina, així i tot massa allunyada de Boviànum.